# Hisui Haza
Hisui Haza (羽座 妃粋 Haza Hisui?), född 16 mars 1996, är en japansk fotbollsspelare som spelar för INAC Kobe Leonessa.
Hisui Haza spelade 4 landskamper för det japanska landslaget. Hon deltog bland annat i Asiatiska spelen 2014.